# Axinella
Genre
Axinella est un genre d'animaux de l'embranchement des éponges (Porifera).

## Mode de vie
Comme toutes les éponges, les Axinelles sont des organismes filtrant. Elles créent un courant à l'aide de cellules ciliées spécialisées (choanocytes), puis filtre l'eau qui les traverse pour en récupérer des particules de plancton ou des bactéries pour se nourrir.
Leur cycle de vie se compose d'une phase adulte fixée, et d'une phase larvaire mobile.

## Liste des espèces
- Axinella agnata Topsent, 1896
- Axinella agregia (Ridley, 1881)
- Axinella arctica Vosmaer, 1885
- Axinella blanca
- Axinella bookhouti
- Axinella damicornis — Axinelle plate
- Axinella dissimilis (Bowerbank, 1866) — Axinelle étoilée
- Axinella flustra
- Axinella hispida
- Axinella infundibuliformis (Linnaeus, 1758)
- Axinella mammillata (Hanitsch, 1890)
- Axinella microdragma (Lendenfeld, 1897)
- Axinella multiformis (Vosmaer, 1885)
- Axinella pocillum (Bowerbank, 1866)
- Axinella polycapella
- Axinella polypoides — Axinelle commune
- Axinella pyramidata Stephens, 1916
- Axinella rugosa
- Axinella thielei (Topsent, 1898)
- Axinella ventilabrum
- Axinella verrucosa (Esper, 1794) — Axinelle verruqueuse